# Peón (La Coruña)
Peón (en gallego y oficialmente, O Peón) es un lugar de la parroquia de Laraxe en el municipio coruñés de Cabanas, en la comarca del Eume. Tenía 108 habitantes en el año 2007 según datos del Instituto Gallego de Estadística de los cuales eran 48 hombres y 60 mujeres, lo que supone un aumento con relación al año 1999 cuando tenía 105 habitantes.